# Ucraïna al Festival de la Cançó d'Eurovisió
Ucraïna ha participat en el Festival de la Cançó d'Eurovisió des del seu debut en 2003, quan va quedar en la catorzena posició i, tan sols un any més tard, va obtenir la seva primera victòria. En 2016, Jamala va obtenir a Estocolm la segona victòria del país al festival. Ucraïna, a més, ha obtingut altres tres posicions en el top 3. Des de la seva entrada al festival, només en 4 ocasions no ha aconseguit estar en el TOP-10 i en 8 ocasions dins del TOP-10 dins d'una gran final. En total, han rebut 2219 punts en finals i 1401 en semifinals.

## Història
Ruslana, guanyadora de 2004 a Istanbul, és la cinquena guanyadora femenina que més punts ha aconseguit al festival amb 280, a més de ser l'11a posició general, superada per la danesa Emmelie de Forest (guanyadora en 2013 amb 281 punts), l'austríaca Conchita Wurst (guanyadora en 2014 amb 290), el grup Lordi (guanyador en 2006 amb 292 punts), el suec Måns Zelmerlöw (guanyador en 2015 amb 365 punts), la també sueca Loreen (guanyadora en 2012 amb 372 punts), el noruec Alexander Rybak (guanyador en 2009 amb 387), el neerlandès Duncan Laurence (guanyador en 2019 amb 492 punts), la israeliana Netta Barzilai (guanyadora al 2018 amb 529 punts), la ucraïnesa Jamala (guanyadora al 2016 amb 534 punts) i el portuguès Salvador Sobral (guanyador al 2017 amb 758 punts). Durant l'edició del 2007, Ucraïna va portar al festival la drag queen Verka Serduchka, qui va aconseguir la segona posició amb 235 punts provinents de tots els països a excepció d'Albània. En la següent edició, van presentar la cantant Ani Lorak amb la cançó «Shady Lady», qui va aconseguir novament la segona posició amb 230 punts, tan sols 42 menys que el guanyador.
En l'edició de Düsseldorf 2011, es va triar en una final nacional a Mika Newton amb la cançó «Angel», que malgrat no figurar entre les favorites, va ser una de les revelacions al festival, ja que va aconseguir el 6è lloc amb 81 punts en la segona semifinal a 74 punts d'Eric Saade, el guanyador d'aquesta semifinal amb 155 punts en representació de Suècia, i en la gran final un 4t lloc amb 159 punts, per sota de Suècia i per sobre de Dinamarca, amb una posada en escena molt original en la qual una dona utilitzava sorra per recrear dibuixos i imatges que eren mostrats com a fons en les pantalles mentre la cantant i el seu corista interpretaven el tema.
En 2012, hi tornaren els mals llocs. El tema «Be my Guest», amb el qual va passar a la final en 8a posició, s'hagués classificat penúltima si hagués estat decisió del públic, mentre que en la final va quedar 15a amb 65 punts, el seu segon pitjor resultat des de 2004. A Malmö 2013, Ucraïna va millorar, aquesta vegada de la mà de Zlata Ognevich i el tema «Gravity», que es va convertir en un dels temes favorits per guanyar, i que setmanes abans del festival va aconseguir un ascens important fins a aconseguir la segona posició en les apostes. Finalment, en la seva semifinal aconseguiria la 3a posició amb 140 punts i en la gran final repetiria la 3a posició amb 214 punts, amb 5 puntuacions màximes, només per sota de Dinamarca (la màxima favorita) i Azerbaidjan. En 2014, Maria Yaremchuk va aconseguir amb el seu tema «Tick-Tock» la 5a posició i 118 punts en la semifinal i un 6è lloc en la gran final amb 113 punts, ja que va ser va rebre el suport de diversos països a causa del seu conflicte amb Rússia d'aquell any. A causa d'això, van decidir no participar en l'edició de 2015.
Després d'una agitada ronda de votacions, Jamala, es convertí en la guanyadora del Festival de la Cançó d'Eurovisió 2016 amb un total de 534 punts. 323 del televot i 211 atorgats pel jurat. Aquesta és la segona victòria per a Ucraïna després del 2004 i, a més, va ser la primera cançó guanyadora amb un nom numèric: «1944».
En 2017, O.Torvald va representar el país, que era amfitrió, i va obtenir la seva pitjor posició de la història: un 24è lloc. L'any següent va tenir una mica més de sort, encara que quedà en 17a posició amb Mélovin i «Under the ladder».
En 2019, la Televisió Pública d'Ucraïna (UA:PBC) va confirmar la seva participació en Eurovisió i va celebrar la preselecció nacional amb la televisió privada STB. No obstant això, durant la final el jurat va preguntar a Maruv, la guanyadora amb la puntuació més alta del televot amb la cançó «Siren song», sobre els concerts que tenia programats a Rússia, país amb el qual Ucraïna manté un conflicte per Crimea, i fins i tot un dels jutges (Jamala, guanyadora del Festival d'Eurovisió 2016) li va demanar la seva opinió sobre la sobirania de Crimea. A més, l'artista tenia un contracte discogràfic amb Warner Music Russia, la qual cosa va despertar els recels de la televisió pública i de polítics com el vicepresident Vyacheslav Kyrylenko. Així, la UA:PBC no va reconèixer-la com a representant. El 25 de febrer, Maruv va fer públiques les condicions del seu contracte (cancel·lar els seus compromisos a Rússia, cedir els drets d'autor de la cançó, no improvisar sobre l'escenari, pagar-se el viatge a Tel-Aviv...) i les va qualificar d'«abusives». Després d'aquesta filtració, la televisió pública va confirmar que Maruv no seria la representant ucraïnesa i va cedir el lloc als següents finalistes. No obstant això, aquests es van negar en solidaritat amb Maruv, per la qual cosa Ucraïna va retirar-se.
Malgrat tot l'esdevingut l'any anterior, el país hi va tornar en 2020.

## Participacions
Llegenda
| Any                         | Seu         | Artista                    | Cançó                  | Final               | Punts               | Semifinal                 | Punts                     |
| --------------------------- | ----------- | -------------------------- | ---------------------- | ------------------- | ------------------- | ------------------------- | ------------------------- |
| 2003                        | Riga        | Oleksandr Ponomaryov       | «Hasta la vista»       | 14                  | 30                  | No va haver-hi semifinals | No va haver-hi semifinals |
| 2004                        | Istanbul    | Ruslana                    | «Wild dances»          | 1                   | 280                 | 2                         | 256                       |
| 2005                        | Kíev        | Greenjolly                 | «Razom nas bahato»     | 20                  | 30                  | País amfitrió             | País amfitrió             |
| 2006                        | Atenes      | Tina Karol                 | «Show me your love»    | 7                   | 145                 | 7                         | 146                       |
| 2007                        | Hèlsinki    | Verka Serduchka            | «Dancing lasha tumbai» | 2                   | 235                 | Top 10 de l'any anterior  | Top 10 de l'any anterior  |
| 2008                        | Belgrad     | Ani Lorak                  | «Shady lady»           | 2                   | 230                 | 1                         | 152                       |
| 2009                        | Moscou      | Svetlana Loboda            | «Be my Valentine!»     | 12                  | 76                  | 6                         | 80                        |
| 2010                        | Oslo        | Alyosha                    | «Sweet people»         | 10                  | 108                 | 7                         | 77                        |
| 2011                        | Düsseldorf  | Mika Newton                | «Angel»                | 4                   | 159                 | 6                         | 81                        |
| 2012                        | Bakú        | Gaitana                    | «Be my guest»          | 15                  | 65                  | 8                         | 64                        |
| 2013                        | Malmö       | Zlata Ognevich             | «Gravity»              | 3                   | 214                 | 3                         | 140                       |
| 2014                        | Copenhaguen | Maria Yaremchuk            | «Tick-Tock»            | 6                   | 113                 | 5                         | 118                       |
| No hi va participar en 2015 |             |                            |                        |                     |                     |                           |                           |
| 2016                        | Estocolm    | Jamala                     | «1944»                 | 1                   | 534                 | 2                         | 287                       |
| 2017                        | Kíev        | O.Torvald                  | «Time»                 | 24                  | 36                  | País amfitrió             | País amfitrió             |
| 2018                        | Lisboa      | Mélovin                    | «Under the ladder»     | 17                  | 130                 | 6                         | 179                       |
| 2019                        | Tel-Aviv    | Maruv                      | «Siren Song»           | Retirat             | Retirat             | Retirat                   | Retirat                   |
| 2020                        | Rotterdam   | Go A                       | «Solovei»              | Festival cancel·lat | Festival cancel·lat | Festival cancel·lat       | Festival cancel·lat       |
| 2021                        | Rotterdam   | Go A                       | «Shum»                 | 5                   | 364                 | 2                         | 267                       |
| 2022                        | Torí        | Kalush                     | «Stefania»             | 1                   | 631                 | 1                         | 337                       |
| 2023                        | Liverpool   | TVORCHI                    | «Heart of Steel»       | 6                   | 243                 | País amfitrió             | País amfitrió             |
| 2024                        | Malmö       | Alyona Alyona i Jerry Heil | «Teresa & Maria»       | 3                   | 453                 | 2                         | 173                       |
| 2025                        | Basilea     | Ziferblat                  | «Bird of Pray»         | 9                   | 218                 | 1                         | 137                       |

## Festivals organitzats a Ucraïna
| Edició                                | Ciutat seu | Localització                       | Presentandors                                                 |
| ------------------------------------- | ---------- | ---------------------------------- | ------------------------------------------------------------- |
| Festival de la Cançó d'Eurovisió 2005 | Kíev       | Palau dels Esports                 | Maria Efrosinina i Pavlo Shylko                               |
| Festival de la Cançó d'Eurovisió 2017 | Kíev       | Centre Internacional d'Exposicions | Oleksandr Skichko, Volodymyr Ostapchuk i Timur Miroshnychenko |

## Votació d'Ucraïna
Fins a 2018, la votació d'Ucraïna ha estat:
| Més punts atorgats només en la gran final | Més punts atorgats només en la gran final | Més punts atorgats només en la gran final |
| Pos.                                      | País                                      | Punts                                     |
| ----------------------------------------- | ----------------------------------------- | ----------------------------------------- |
| 1                                         | Rússia                                    | 116                                       |
| 2                                         | Azerbaidjan                               | 82                                        |
| 3                                         | Moldàvia                                  | 71                                        |
| 4                                         | Armènia                                   | 51                                        |
| 4                                         | Geòrgia                                   | 51                                        |

| Més punts atorgats en semifinals i final | Més punts atorgats en semifinals i final | Més punts atorgats en semifinals i final |
| Pos.                                     | País                                     | Punts                                    |
| ---------------------------------------- | ---------------------------------------- | ---------------------------------------- |
| 1                                        | Belarús                                  | 155                                      |
| 2                                        | Rússia                                   | 144                                      |
| 3                                        | Moldàvia                                 | 121                                      |
| 4                                        | Azerbaidjan                              | 117                                      |
| 5                                        | Geòrgia                                  | 115                                      |

| Més punts rebuts només en la final | Més punts rebuts només en la final | Més punts rebuts només en la final |
| Pos.                               | País                               | Punts                              |
| ---------------------------------- | ---------------------------------- | ---------------------------------- |
| 1                                  | Belarús                            | 126                                |
| 2                                  | Polònia                            | 120                                |
| 3                                  | Moldàvia                           | 117                                |
| 4                                  | Azerbaidjan                        | 108                                |
| 5                                  | Rússia                             | 101                                |

| Més puntos rebuts en semifinals i final | Més puntos rebuts en semifinals i final | Més puntos rebuts en semifinals i final |
| Pos.                                    | País                                    | Punts                                   |
| --------------------------------------- | --------------------------------------- | --------------------------------------- |
| 1                                       | Belarús                                 | 215                                     |
| 2                                       | Moldàvia                                | 178                                     |
| 3                                       | Polònia                                 | 171                                     |
| 4                                       | Letònia                                 | 164                                     |
| 5                                       | Lituània                                | 150                                     |

## 12 punts
- Ucraïna ha donat 12 punts a:

### Final (2003)
| Any  | País   |
| ---- | ------ |
| 2003 | Rússia |

| Any  | País                | Any                     | País                    |
| ---- | ------------------- | ----------------------- | ----------------------- |
| 2004 | Sèrbia i Montenegro | 2010                    | Azerbaidjan             |
| 2005 | Moldàvia            | 2011                    | Eslovàquia              |
| 2006 | Rússia              | 2012                    | Belarús                 |
| 2007 | Belarús             | 2013                    | Belarús                 |
| 2008 | Geòrgia             | 2014                    | Armènia                 |
| 2009 | Azerbaidjan         | No hi participà en 2015 | No hi participà en 2015 |

| Any  | Jurat                   | Televot                 |
| ---- | ----------------------- | ----------------------- |
| 2016 | Austràlia               | Polònia                 |
| 2017 | Belarús                 | Belarús                 |
| 2018 | Països Baixos           | Moldàvia                |
| 2019 | No hi participà en 2019 | No hi participà en 2019 |
| 2021 | Austràlia               | Lituània                |

| Any  | País                | Any                     | País                    |
| ---- | ------------------- | ----------------------- | ----------------------- |
| 2004 | Sèrbia i Montenegro | 2010                    | Azerbaidjan             |
| 2005 | Moldàvia            | 2011                    | Geòrgia                 |
| 2006 | Rússia              | 2012                    | Azerbaidjan             |
| 2007 | Belarús             | 2013                    | Belarús                 |
| 2008 | Rússia              | 2014                    | Suècia                  |
| 2009 | Noruega             | No hi participà en 2015 | No hi participà en 2015 |

| Any  | Jurat                   | Televot                 |
| ---- | ----------------------- | ----------------------- |
| 2016 | Lituània                | Rússia                  |
| 2017 | Belarús                 | Moldàvia                |
| 2018 | França                  | Israel                  |
| 2019 | No hi participà en 2019 | No hi participà en 2019 |
| 2021 | Itàlia                  | Itàlia                  |

## Galeria d'imatges

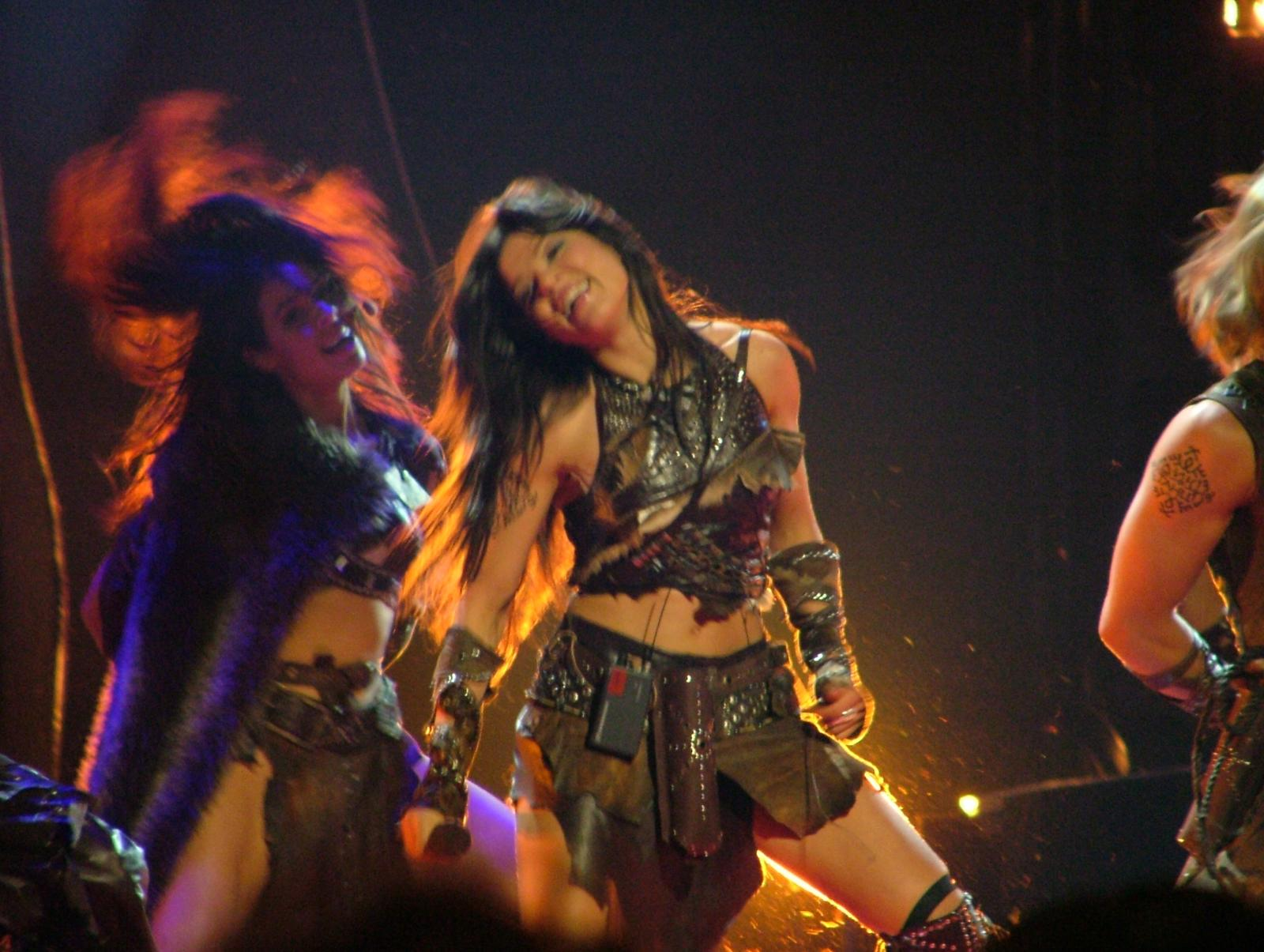
Ruslana, guanyadora del Festival de la Cançó d'Eurovisió 2004, a Istanbul
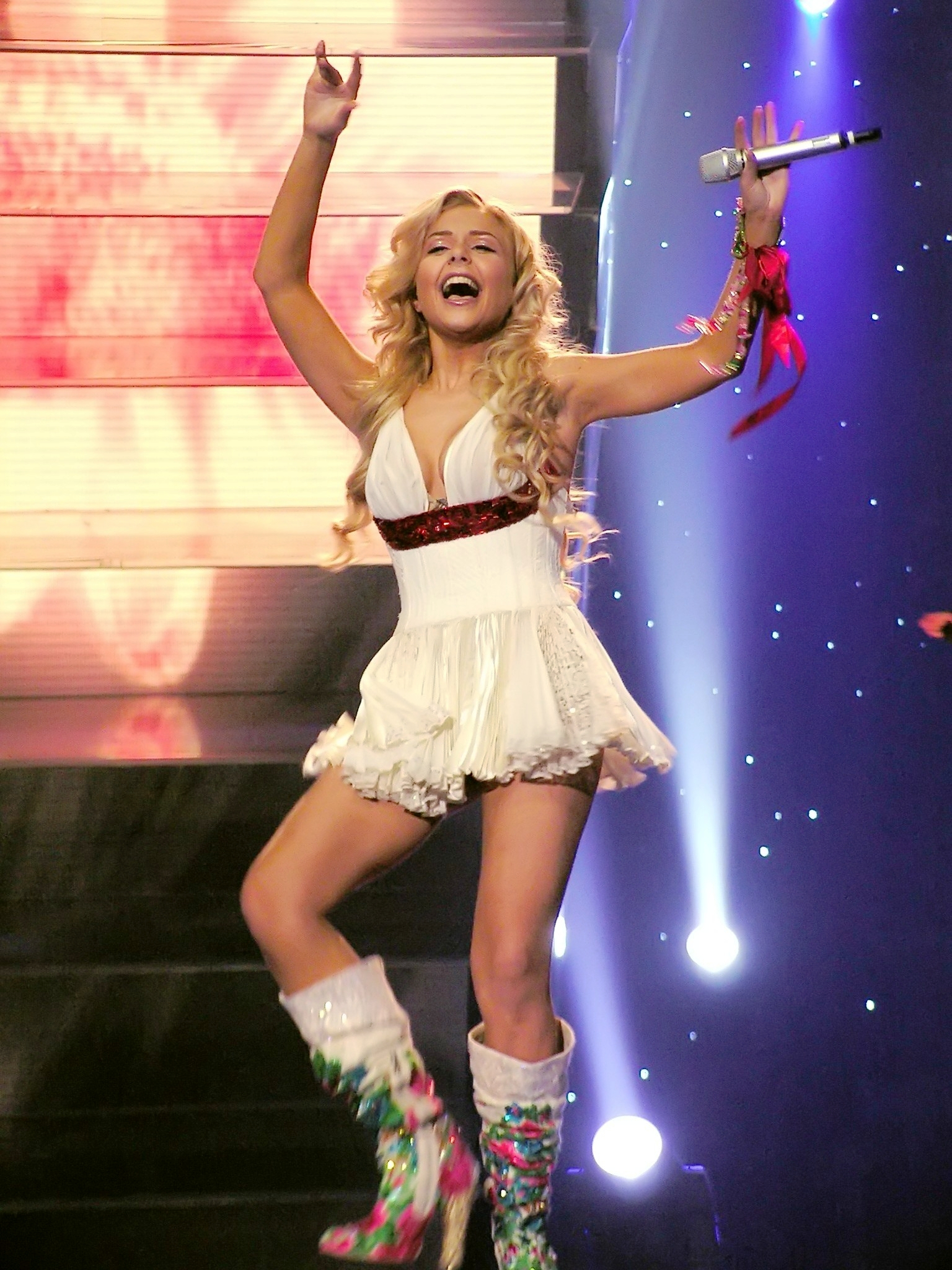
Tina Karol a Atenes (2006)
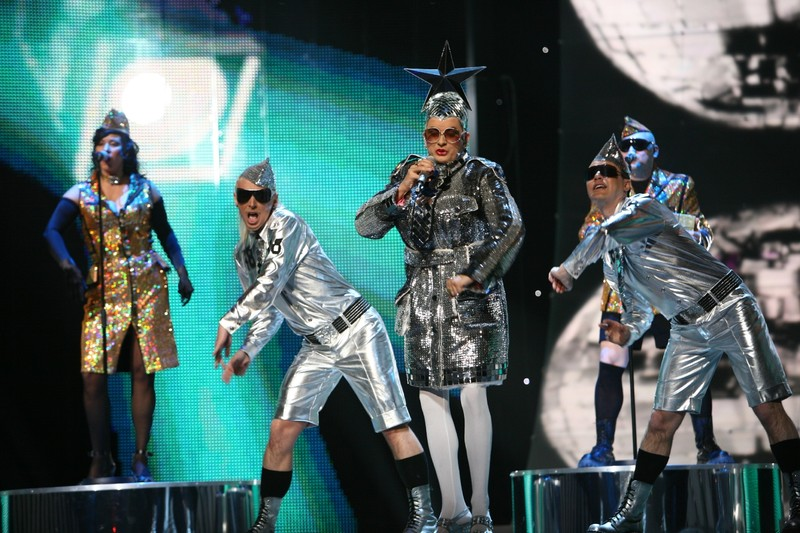
Verka Serduchka a Hèlsinki (2007)
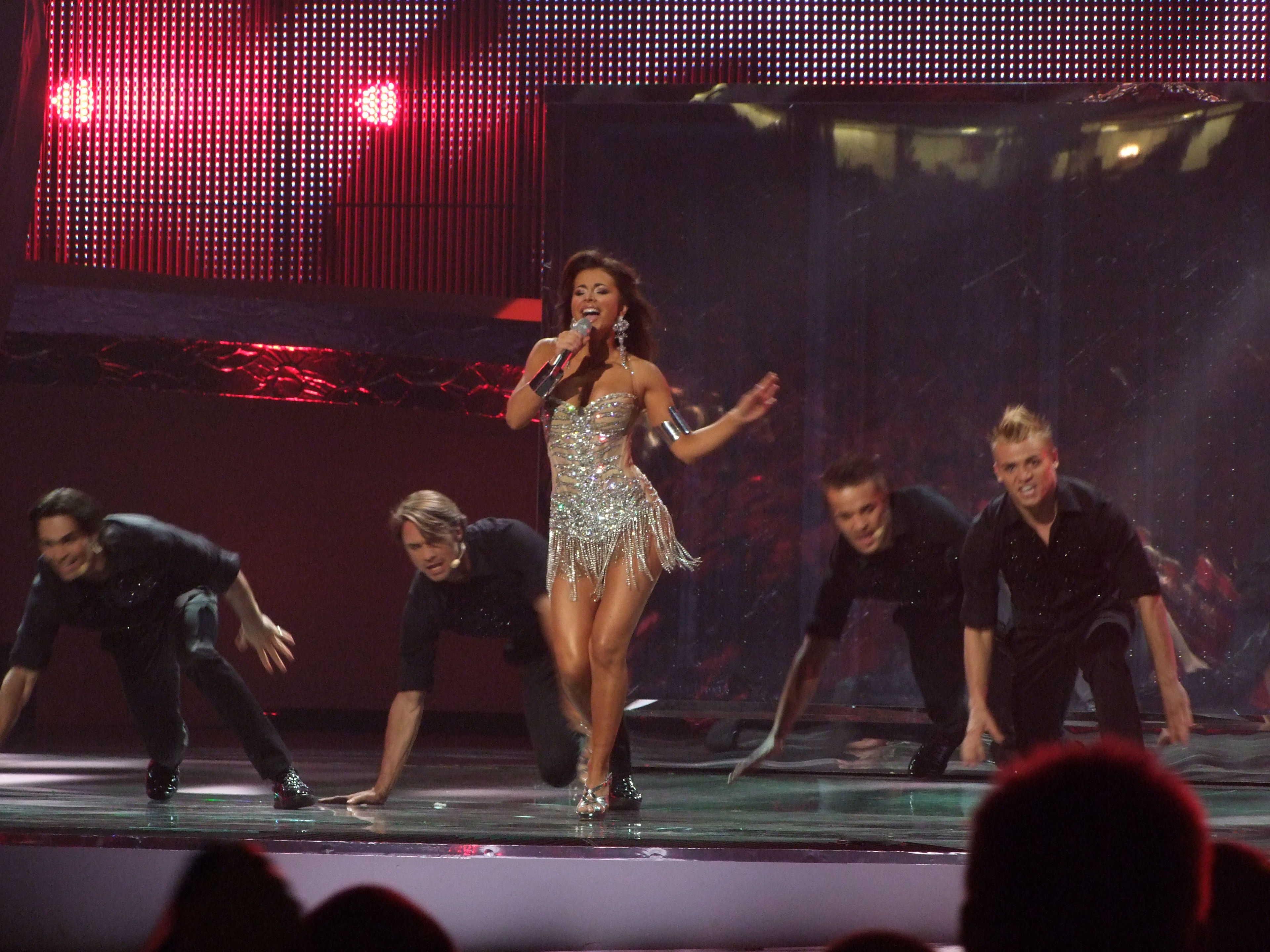
Ani Lorak a Belgrad (2008)
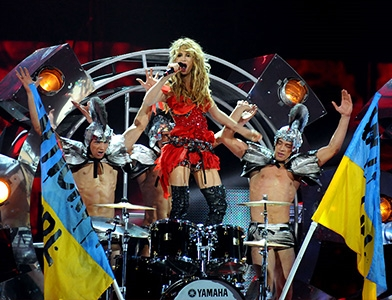
Svetlana Loboda a Moscou (2009)
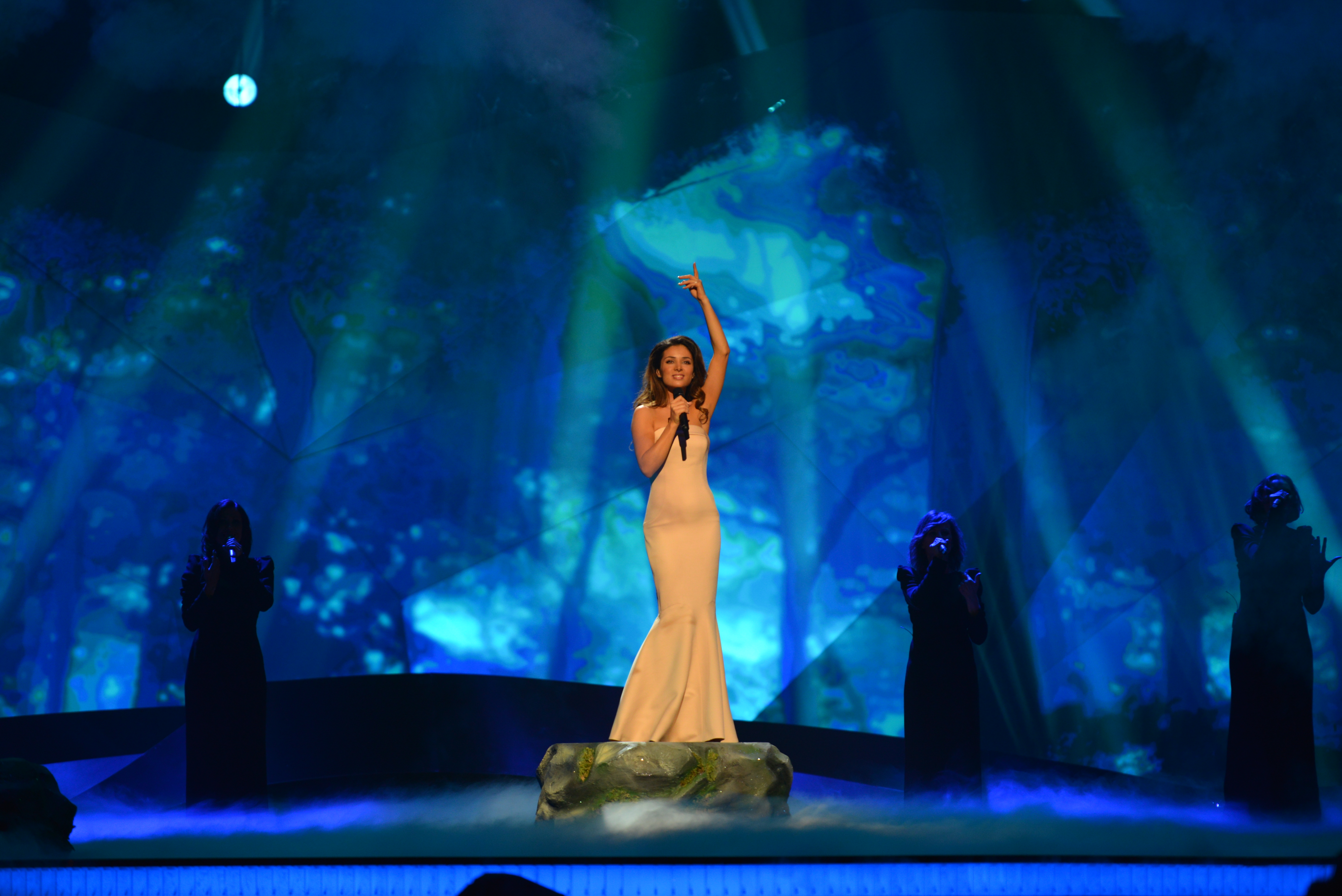
Zlata Ognevich a Malmö (2013)
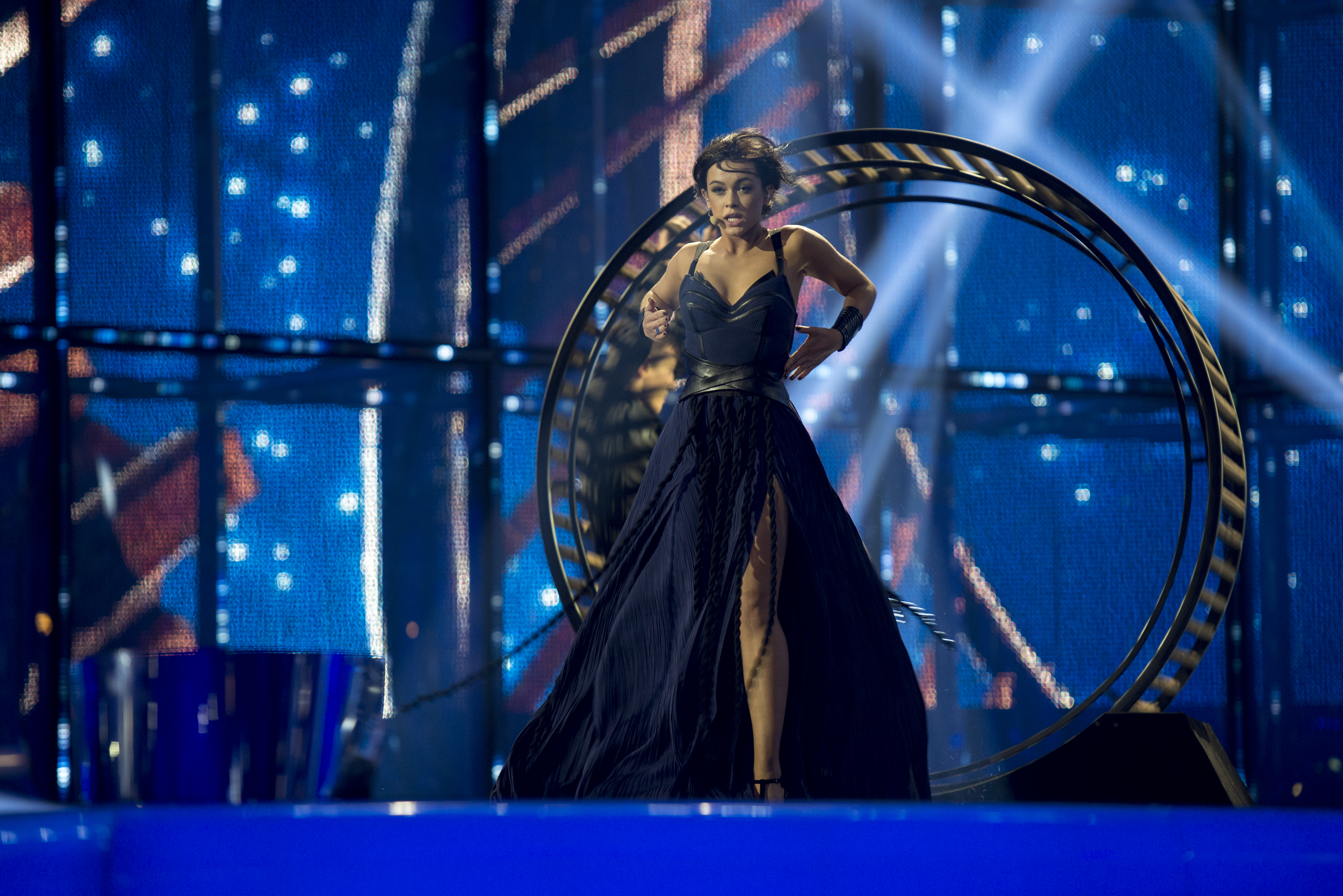
Maria Yaremchuk a Copenhaguen (2014)
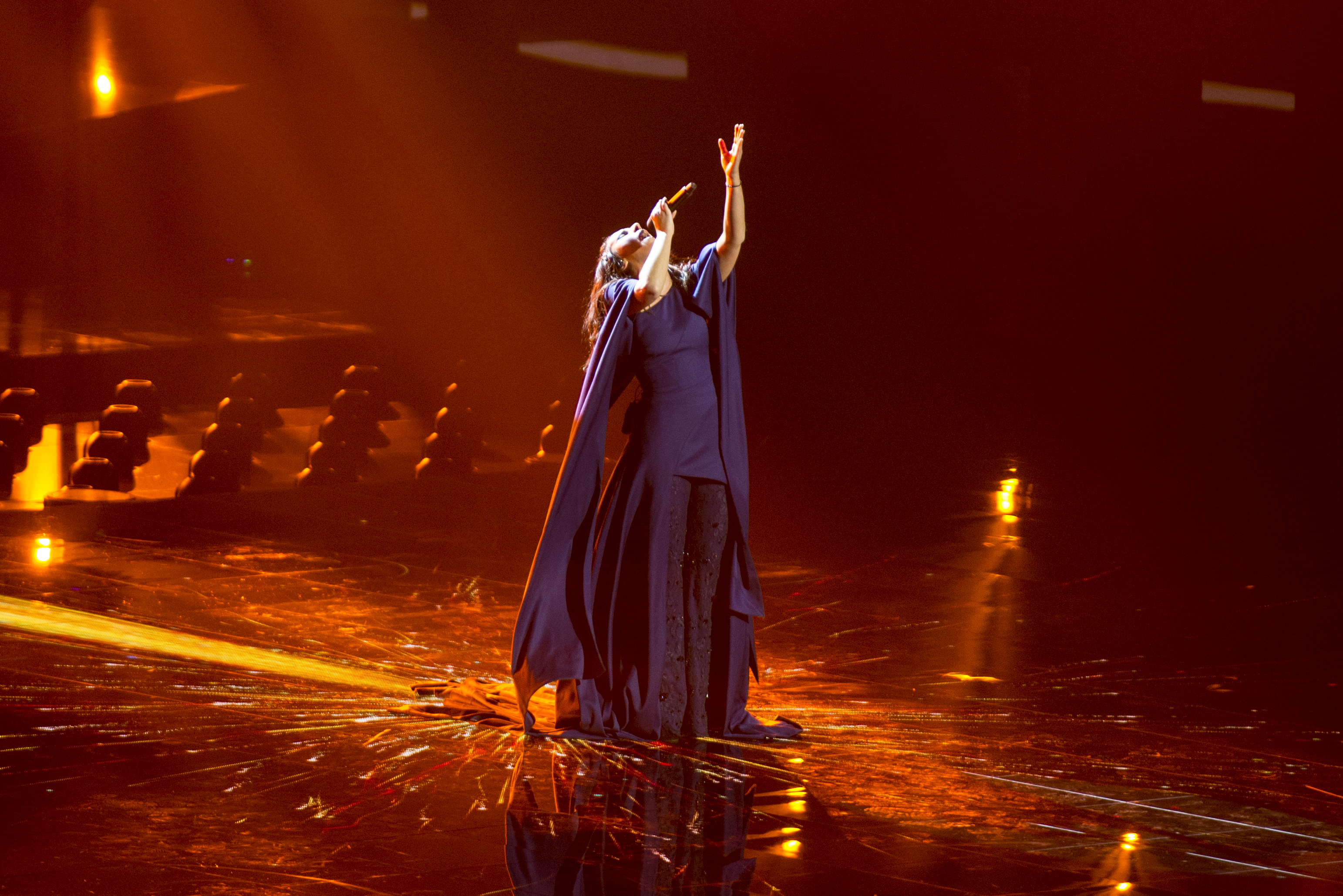
Jamala, guanaydora del Festival de la Cançó d'Eurovisió 2016, a Estocolm
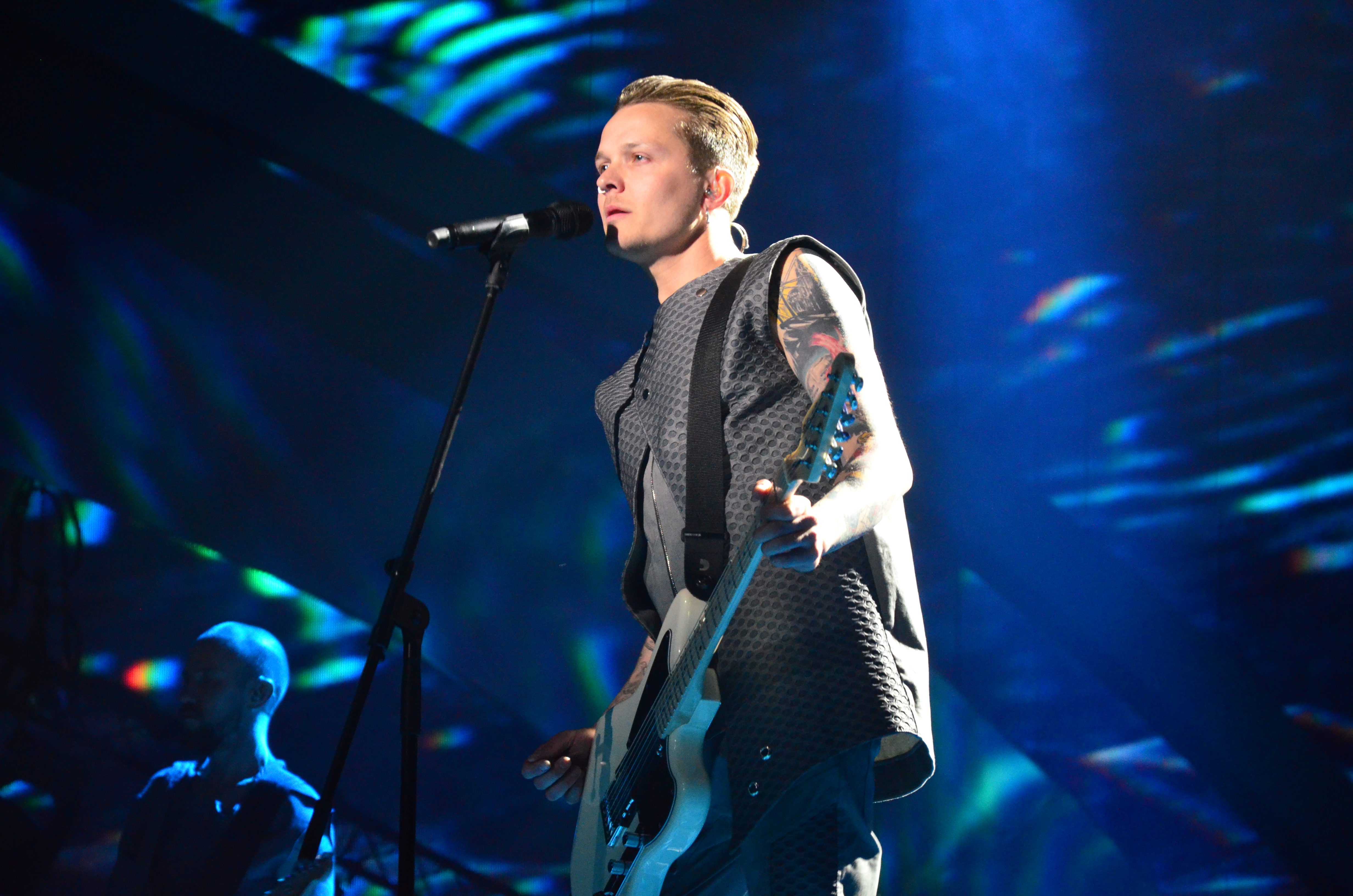
O.Torvald a Kíev (2017)
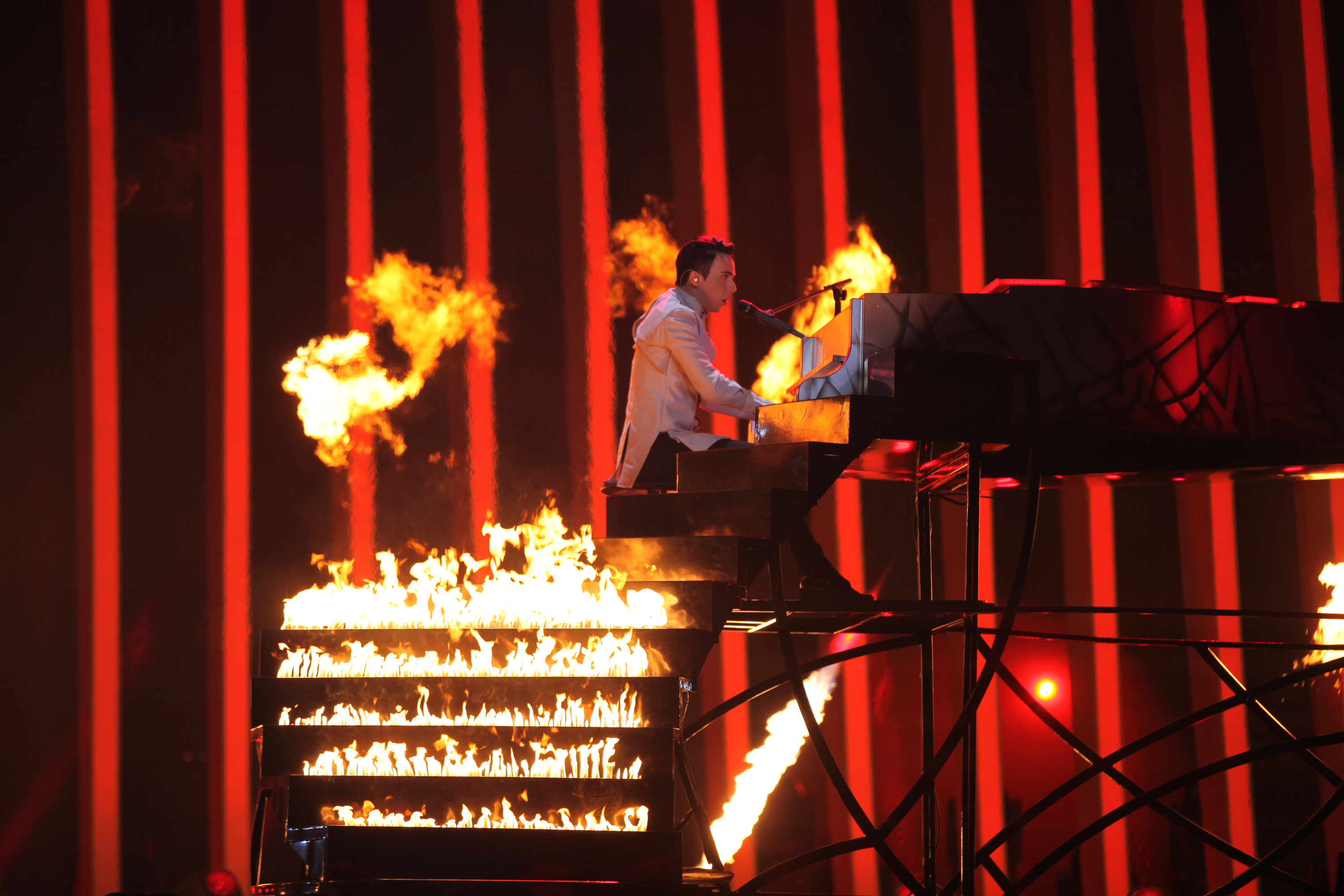
Mélovin a Lisboa (2018)